# Cecília Metel·la (filla de Metel Dalmàtic)
Cecília Metel·la (llatí: Cæcilia Metella) va ser filla de Luci Cecili Metel Dalmàtic, cònsol el 119 aC. Formava part de la gens Cecília, una antiga família romana d'origen plebeu.
Es va casar a Marc Emili Escaure cònsol el 115 aC amb el que va tenir tres fills, dels quals el gran fou Marc Emili Escaure, defensat per Ciceró.
Es va casar en segones noces amb el dictador Sul·la, que sempre la va tractar amb respecte. Quan es va escapar de Cinna i Carbó cap al camp del seu marit a la vora d'Atenes, els atenencs dirigits per Aristó la van insultar des de les muralles i quan la ciutat va ser ocupada van ser castigats per aquest acte.
Va caure malalta l'any 81 aC mentre el seu marit celebrava la festa del seu triomf i com que no hi havia possibilitats de recuperació, Sul·la va signar el divorci i un cop morta va honorar la seva memòria amb un esplèndid funeral.
Va adquirir moltes de les propietats confiscades pel seu marit.